# Kottweiler-Schwanden
Kottweiler-Schwanden är en kommun och ort i Landkreis Kaiserslautern i förbundslandet Rheinland-Pfalz i Tyskland.
Kommunen ingår i kommunalförbundet Verbandsgemeinde Ramstein-Miesenbach tillsammans med ytterligare fyra kommuner.